# ディアフィールドビーチ駅
ディアフィールドビーチ駅（英語：Deerfield Beach Station）は、フロリダ州ディアフィールドビーチウェスト・ヒルズボロ・ブールバード1300にある駅。全米各地を結ぶ旅客鉄道のアムトラックとマイアミ近郊の通勤輸送を担うトライレールが乗り入れている。当駅は昔のシーボード・エア・ライン鉄道の駅である。アメリカ合衆国国家歴史登録財に指定。

## 概要

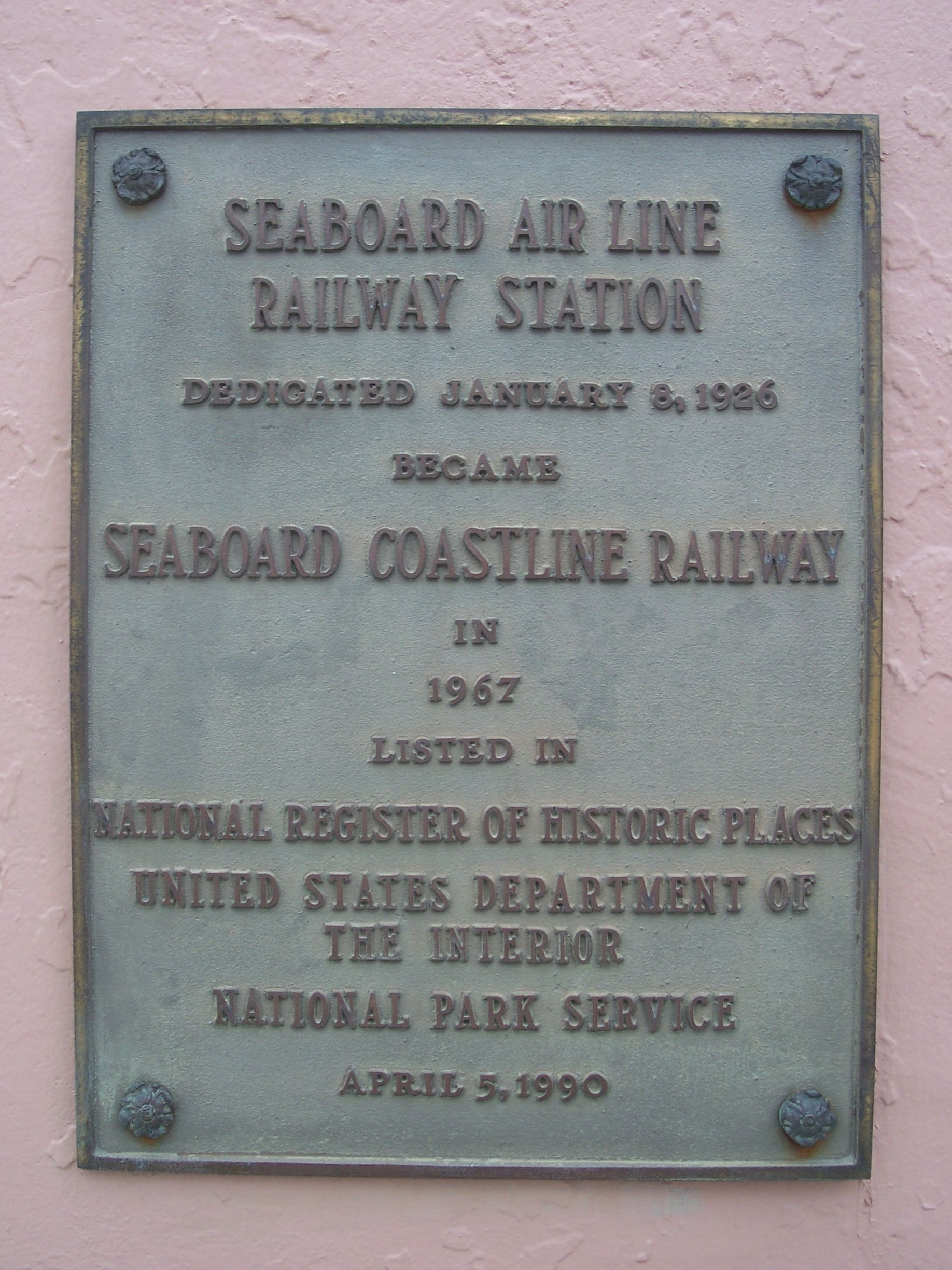
国家歴史登録財銘板

当駅は、シーボード・エア・ライン鉄道の駅として1926年に建てられた。駅舎はアーチ型の出入り口、漆喰の壁、バレル瓦屋根と塔屋を備え、デルレイビーチ駅の姉妹の建物と同様に1974年にフロリダ州公文書館の歴史財としてリストアップされ、1990年にアメリカ合衆国国家歴史登録財に指定された。また、1989年1月にトライレールが乗り入れるようになった。屋根と床の多くを更新し、元の外観に回復させ、古い貨物室に南フロリダ鉄道博物館を設置させるためのスペースを作る工事が1990年始まった。1999年から2000年にかけて、トライレールは、新しい駐車スペースや障害を持つ乗客のための容易なアクセスと線路増設など、駅の改修工事を完了しました。2009年から2010年末にかけて、フロリダ州運輸省は38万ドルをかけ、建物の性格を維持しながらアムトラックの顧客のためだけではないロビーと新しいトイレを設置し、屋根を交換し、外壁、柱、及び床構造を改装し、空調設備を更新した。

## 利用可能な鉄道路線／列車
アムトラックのディアフィールドビーチ駅に発着する列車は下記の通り。
ニューヨークとマイアミ間の夜行長距離列車シルバー・メティオ号…1日1往復停車
ニューヨークとマイアミ間の夜行長距離列車シルバー・スター号…1日1往復停車
マンゴーニア・パーク駅とマイアミ空港駅を結ぶトライレール

## バス
当駅では下記のバスに連絡している。
路線バス… ブロワード郡交通 (Broward County Transit)